# Emil Breitkreutz

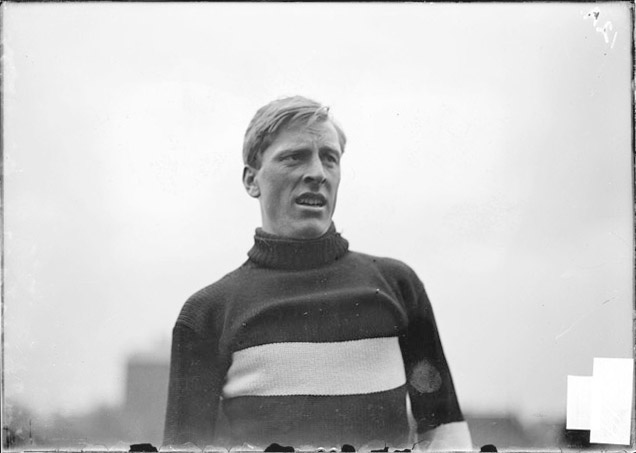

Emil William Breitkreutz (Wausau, Wisconsin, 16 de noviembre de 1883-San Gabriel, California, 3 de mayo de 1972) fue un atleta estadounidense que corrió a principios del siglo XX y que tomó parte en los Juegos Olímpicos de 1904.
En los Juegos Olímpicos de San Luis ganó la medalla de bronce en la carrera de los 800 metros, al quedar por detrás de Jim Lightbody y Howard Valentine.
Breitkreutz estudió en la Universidad del Sur de California, siendo el primer atleta que tomaba parte en unos Juegos Olímpicos. Se graduó en 1906.